# Benedict Iroha
Benedict Iroha (Aba, 29 novembre 1969) è un ex calciatore nigeriano, di ruolo difensore.

## Carriera

### Club
Dopo i successi in campo nazionale in Nigeria ed in Costa d'Avorio fu acquistato dal Vitesse Arnhem nel 1992, ma fu utilizzato a sprazzi dal club olandese e nel 1996 venne assegnato al San Jose Clash durante i trasferimenti inaugurali della Major League Soccer; con il trasferimento al D.C. United arrivò anche il titolo MLS 1997. Le buone prestazioni nella lega statunitense gli fecero ottenere un'altra possibilità europea, stavolta in Spagna all'Elche CF; passò al Watford nel dicembre 1998, giocando 10 partite con la squadra dell'Hertfordshire. Nel marzo 2000 ha chiuso la carriera.

### Nazionale
Giocò con la Nigeria durante il campionato del mondo 1994 e vinse la Coppa d'Africa 1994. Totalizzò 50 presenze e un gol nel corso della sua carriera internazionale, svoltasi dal 1990 al 1998.

## Palmarès

### Club

#### Competizioni nazionali
- Campionato nigeriano: 1

Iwuanyanwu Nationale: 1990
- Campionato ivoriano: 2

ASEC Mimosas: 1991, 1992
- Coppa della Costa d'Avorio: 1

ASEC Mimosas: 1992
- Campionato MLS: 1

D.C. United: 1997

### Nazionale
- Coppa d'Africa: 1

Tunisia 1994